# Радіосигнал SHGb02+14a

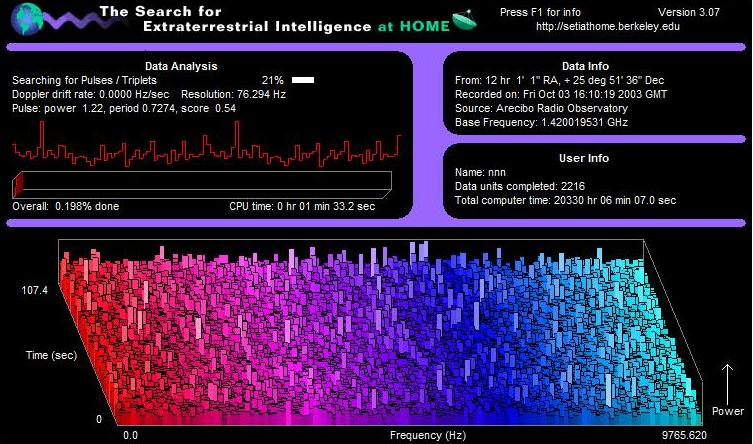
Пошук триплетів або пульсацій радіосигналів на проєкті SETI@home

Радіосигнал SHGb02+14a — радіосигнал від об'єкта, що є кандидатом на пошук позаземного розуму на проєкті SETI. Відкритий у березні 2003 в рамках проєкту розподільчих обчислень SETI@home й анонсований статтею у часописі «New Scientist» від 1 вересня 2004 року. Сигнал спостерігався тричі на частоті 1 420 МГц. Вважають, що ця частота може використовуватись позаземними високорозвиненими цивілізаціями завдяки її близькості до однієї з головних частот, на яких водень (H), найпоширеніший елемент у Всесвіті, поглинає і випромінює фотони.
Цей сигнал, на думку шукачів з програми SETI@home, є «найкращим кандидатом на контакт» з розумними інопланетянами за всю історію пошуку. Він був помічений мінімум тричі і одержав позначення SHGb02+14a. Скептики стверджують, що цей сигнал може бути майже чим завгодно: невідомим астрономічним явищем, витівкою телескопа, сигналом інопланетян, жартом хакерів тощо. Радіотелескоп обсерваторії Аресібо, що знаходиться в Пуерто-Рико, утримував сигнал хвилину, чого не достатньо для детального аналізу.
Дуже слабкий сигнал приходить з точки, що знаходиться між сузір'ями Риб і Овна, де не існує якої-небудь очевидної зірки або планетної системи в межах 1 тис. світлових років. Сигнал не має «підпису» жодного з відомих астрономічних об'єктів.
Можливо, це природне явище, феномен, не відомий поки людині (дивись про відкриття пульсарів). Частота SHGb02+14a кожну секунду коливається навколо середнього значення (1 420 МГц) на 8—36 Гц. Це може говорити, про швидке обертання об'єкта, на якому знаходиться «передавач». Тобто, якщо це планета, то обертається вона набагато швидше (разів у 40) за Землю.
Цей «дрейф» сигналу, викликає у експертів підозри. Мовляв, інопланетянам би вистачило розуму, щоб пристосувати свій сигнал до руху власної планети. Через це астрономи грішать на радіотелескоп, який має нерухому тарілку-відбивач діаметром 305 м і проглядає небеса, змінюючи положення приймача щодо цього дзеркала. Приймач може відбити на тарілку земні хвилі і одержати їх собі назад, тому може здатися, ніби сигнал прибув з космосу. Щоб перевірити це, потрібно прослухати сигнал SHGb02+14a іншим телескопом, поки що такої можливості немає.
Існує ймовірність, що сигнал — витівки хакерів, що зламали програмне забезпечення SETI@home. Проте сигнал був помічений в двох випадках різними користувачами, і ці обчислення були підтверджені іншими. Причому втретє — вже не користувачами, а самими дослідниками. До того ж незвичайні властивості сигналу роблять жарт малоймовірним.
Головний астроном з інституту SETI Сет Шостак (Seth Shostak) зауважив:

| У статті мається на увазі, що проєкт SETI@home зафіксував дуже переконливий сигнал, який може бути першим серйозним доказом існування позаземного розуму. І дійсно, астрономи з Берклі внесли його в список «найкращих кандидатів». Статистичні дані щодо шумів роблять вірогідним, що, принаймні, один з двохсот кандидатів, спостережуваних в лютому 2004, з'явився б знов, навіть якщо б всі ці сигнали відбувалися просто через коливання приймача. Що стосується відстані в 1 тис. світлових років, то немає ніякого свідчення, що підтверджує цю відстань. |